# S/S Tessin (1870)

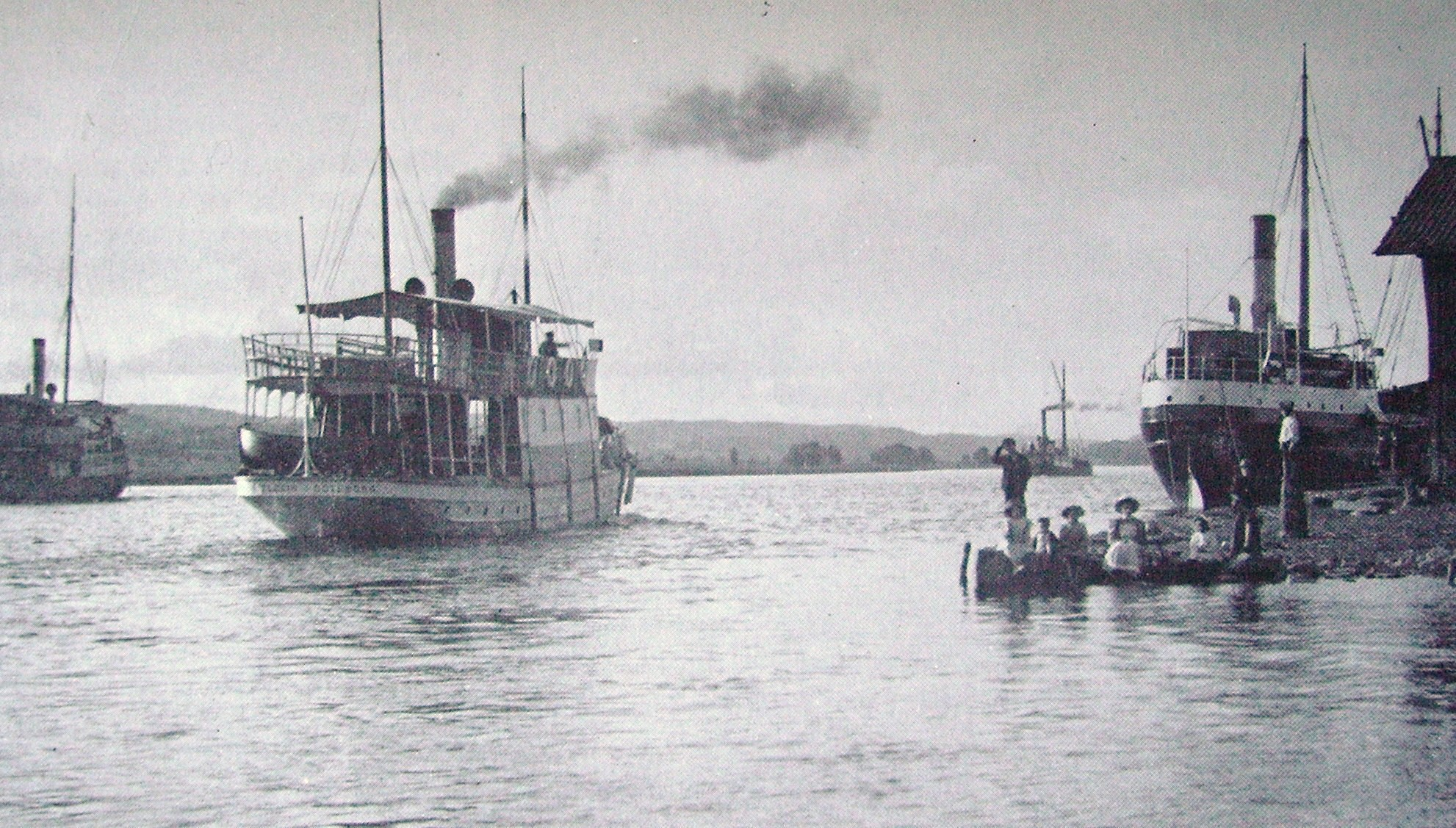
Ångaren Tessin lämnar Lödöse. Till höger i bild AB Lödöse Varfs ångare Lisa.

Tessin var namnet på ett svenskt ångfartyg som mestadels gick i Göta älv-trafik.

## Historia
S/S Tessin byggdes 1870 av stål på Lindholmens varv i Göteborg med byggnadsnummer 203. Fartyget på 77 bruttoregisterton med 80 hk ångmaskin, var 26,5 m långt och 5,1 m brett. Hon byggdes som Sjöfröken för Fittja Ångslupsbolag  för att gå i trafik mellan Stockholm och Drottningholms slott, men såldes redan 1876 för att gå i trafik på traden Göteborg - Kungälv - Kornhall. Efter att ha sålts till rederier i Göta älv-trafik 1881 och 1889, sattes fartyget 1897 i trafik mellan Göteborg och Särö tills järnvägen dit blev klar 1903.
Därefter sattes fartyget åter in på Göta älv-trafik. Den 30 september 1911 grundstötte fartyget i mörker och dimma vid 4-tiden på morgonen nära östra stranden av Göta älv cirka 200 meter söder om Tjurholmen, vid Häljered söder om Älvängen. Efter cirka 20 minuter gled fartyget åter ut i älven och av de 20-talet passagerarna ombord, drunknade sex personer då fartyget sjönk när vattnet forsade in genom öppna ventiler i aktersalongen. Fartyget bärgades och såldes 1914 till Riga i Lettland där hon med namnet Dzintarkrasts fanns fram till andra världskriget.
Den 21 oktober 1944 anlöpte Dzintarkrasts, med hemmahamn Libau, till Vändburgsviken på Gotland med 64 lettiska flyktingar ombord. Efter att ha avlastat flyktingar, gick vidare till Visby, den 21 december 1944 eskorterades hon till Västervik tillsammans med andra större flyktingfartyg från Visby. I augusti 1945 överlämnades samtliga omkring 700 flyktingbåtar till Sovjetunionen av svenska staten, inklusive Dzintarkrasts. Fartygsersättningsnämnden ersatte ägaren med 35.000 kronor för Dzintarkrasts. År 1946 förliser hon utanför Runö i Rigabukten.